# Federal Art Project

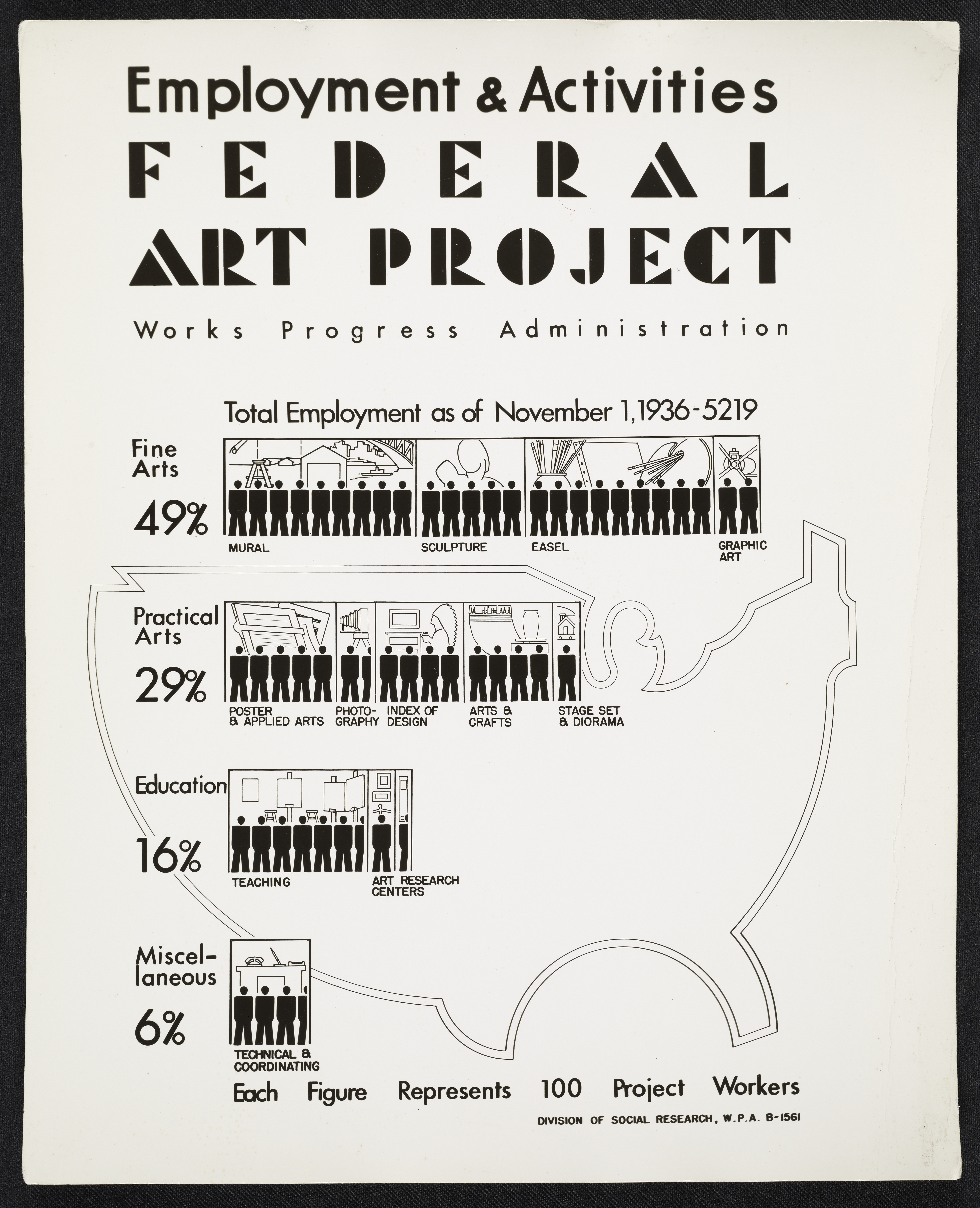
Affisch för Federal Art Project 1936

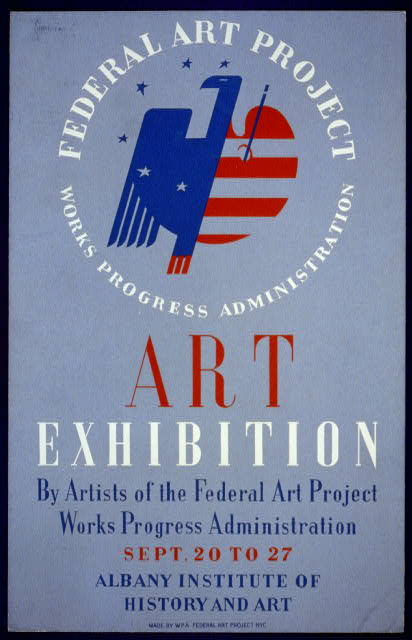
Affisch för Federal Art Project:s konstutställning på Albany Institute of History and Art.

Federal Art Project var bildkonstdelen av den amerikanska myndigheten Works Progress Administrations program för ökade arbetstillfällen, som genomfördes under Stora depressionen.
Federal Art Project påbörjades i augusti 1935 och pågick ända till i juni 1943. Den anses ha stått för tillkomsten av över 200.000 konstverk: affischer, målningar och muralmålningar.
Det främsta ändamålet för Federal Art Project var att anställa arbetslösa konstnärer och ge dem arbetsuppgifter för offentliga byggnader som skolor, sjukhus och bibliotek. I projektet ingick stöd till konstproduktion, utbildning i konstämnen och forskning om konst. Beträffande forskning var det främsta resultatet Index of American Design, en mycket stor undersökning av amerikansk föremålskultur.

## Konstnärer, som omfattades av stödåtgärder, i urval
| - Berenice Abbott - William Baziotes - Leon Bibel - John Steuart Curry - Arshile Gorky - Philip Guston - Marsden Hartley - Lee Krasner - John Marin | - Alice Neel - Charles Pollock - Jackson Pollock - Ad Reinhardt - Mark Rothko - Ben Shahn - John Sloan - Grant Wood |

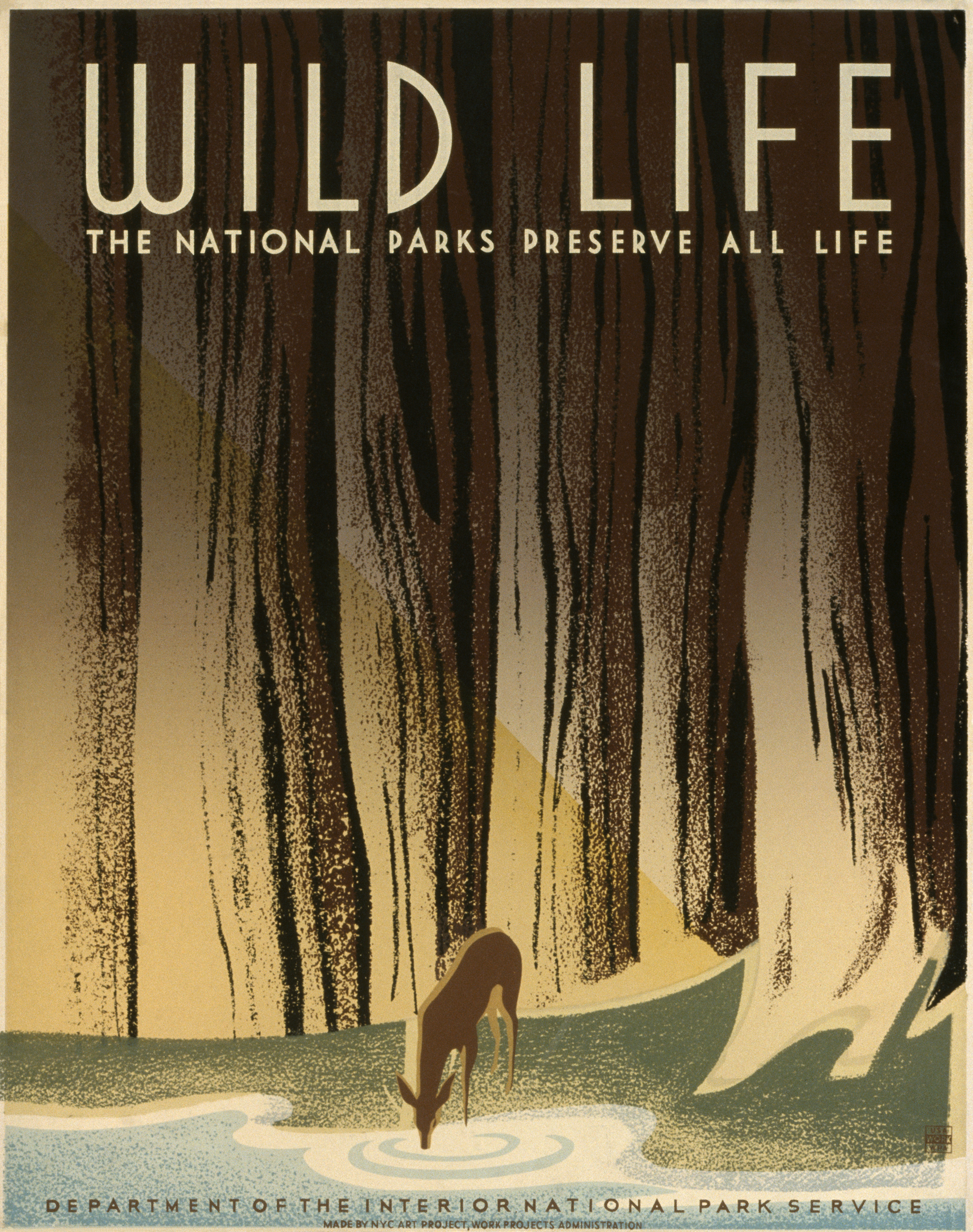
"Wild Life: The National Parks Preserve All Life.", New York City Federal Art Project 1940

Willem de Kooning och Santiago Martínez Delgado var också temporärt anställda av Federal Art Project, men kunde inte stanna permanent eftersom de inte var amerikanska medborgare vid denna tid.